# Недиров, Байрамгелди Реджепович
Байрамгелди Реджепович Недиров (туркм. Baýramgeldy Rejepowiç Nedirow; род. 1957, село Аджап Маммедова, Марыйская область, Туркменская ССР, СССР) — туркменский политический деятель, бывший министр нефтегазовой промышленности и минеральных ресурсов Туркменистана

## Биография
Родился в 1957 году в селе Аджап Маммедова Марыйского велаята.
В 1979 году окончил Туркменский политехнический институт. По специальности — горный инженер-геолог, геологоразведка нефтегазовых месторождений.
С 1980 по 1983 год проходил обучение в аспирантуре Московского института нефтехимической и газовой промышленности имени И. М. Губкина. В 1997—2000 годах — главный геолог отделения Турецкой государственной национальной нефтяной корпорации в Туркменистане. С 2000 по 2006 год работал главным специалистом Управления анализа сырьевой базы нефти, газа и минеральных ресурсов и определения перспективного развития Министерства нефтегазовой промышленности и минеральных ресурсов Туркменистана, а затем начальником этого управления.
С 2007 по 2010 год — заместитель министра нефтегазовой промышленности и минеральных ресурсов. В 2008 году временно исполнял обязанности министра. С января 2010 года — временно исполняющий обязанности министра нефтегазовой промышленности и минеральных ресурсов. На должность министра назначен 9 июля 2010 года. Уволен за серьезные недостатки в работе 27 мая 2012 года.